# مروانیان

گسترهٔ فرمانروایی مروانیان

مروانیان (۹۸۳–۱۰۸۵م/۳۷۲–۴۷۸ق) نام دودمانی کرد بودند که در شمال میان‌رودان کردستان در حدود یک سده فرمانروایی داشتند.
باذکرد، مؤسس این سلسله یکی از رؤسای طوایف کرد بود که در مرزهای ارمنستان و کردستان دژهایی به دست آورده بود. او از کاهش قدرت آل بویه در این منطقه، که پس از مرگ عضدالدوله پیش آمد، سود جست و دیاربکر را متصرف شد و موصل را برای زمانی به چنگ آورد و حتی بغداد را در سال ۳۷۲ق(۹۸۳م) مورد تهدید قرار داد.
برادرزاده‌اش حسن بن مروان پایه‌های قدرت سلسله را بر دو شهر میافارقین و آمد گذاشت و آن را استوار کرد، اما این در زمان برادر جوان‌ترش احمد بن مروان، ملقب به نصر الدوله بود که دولت مروانیان به مدارج عالی از قدرت و نفوذ رسید. وی بیش از پنجاه سال فرمانروایی کرد. موقعیت سوق‌الجیشی دیاربکر که حاکم بر راه‌های ارتباطی عراق و مشرف به شام و آسیای صغیر بود، ایجاب می‌کرد که ابن مروان خط مشی سیاسی ماهرانه‌ای اتخاذ کند تا بتواند بین همسایگان قدرتمندی که همه می‌خواستند در این منطقه نفوذ به هم رسانند، بردوام بماند.

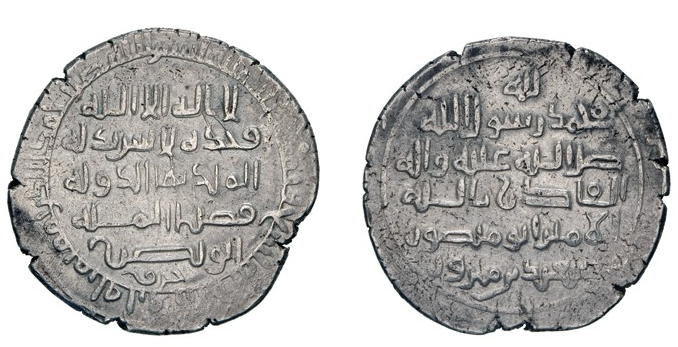
سکه‌های ضرب‌شده توسط سلسله مروانیان

ابن مروان با دولت بیزانس روابطش بسیار دوستانه بود، از این رو، قسطنطین دهم، امپراتور بیزانس توانست به وساطت و مساعی ابن مروان، لیپاریت شاهزاده گرجی را که به اسارت طغرل سلجوقی افتاده بود، آزاد کند. از نظر داخلی شهرهای آمد، میافارقین و حصن کیفا در این دوره پیشرفت مادی زیادی داشتند و حیات فرهنگی در آنجا نیرومند بود. ابن الازرق مورخ محلی میافارقین می‌گوید که ابن مروان مالیاتها را کم کرد و کارهای خیر بسیار انجام داد.

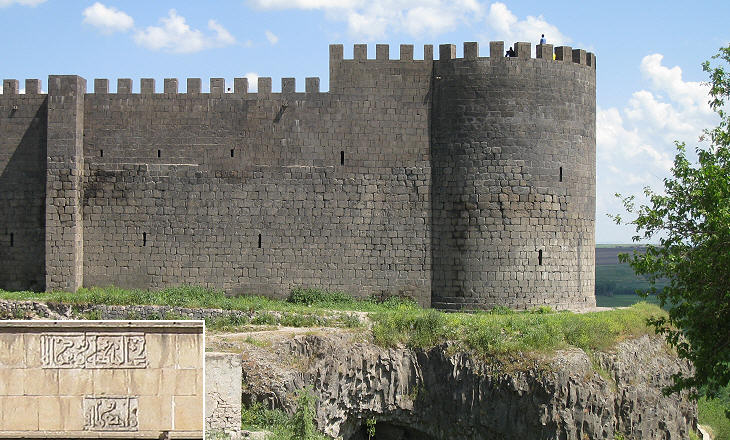
بقایای قلعه‌ای در دوره مروانیان

## پادشاهان
| فرمانروا                             | سال فرمانروایی |
| باذِکُرد                               | (۹۸۳–۹۹۰)      |
| حسن بن مروان                         | ۳۸۰ق/۹۹۰م      |
| ممهدالدوله أبو منصور سعید            | ۳۸۷ق/۹۹۷م      |
| نصرالدوله ابونصر احمد (محمدبن مروان) | ۴۰۱ق/۱۰۱۱م     |
| نظام‌الدوله نصر                       | ۴۵۳ق/۱۰۶۱م     |
| منصور بن نصر                         | ۴۷۲ق/۱۰۷۹م     |
| چیرگی سلاجقه                         | ۴۷۸ق/۱۰۸۵م     |

## توصیفات ناصرخسرو از شهرهای در دوره مروانیان
ناصرخسرو در زمان نصرالدوله (چهارمین پادشاه سلسله) از آمد (دیاربکر) و چند شهر دیگر سلسله مروانیان بازدید می‌کند و از مشاهدات خود می‌نویسد.

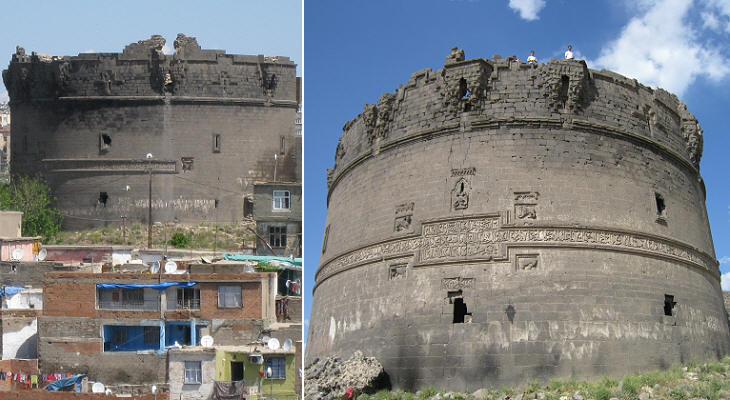
بقایای یک برج در دوران مروانیان

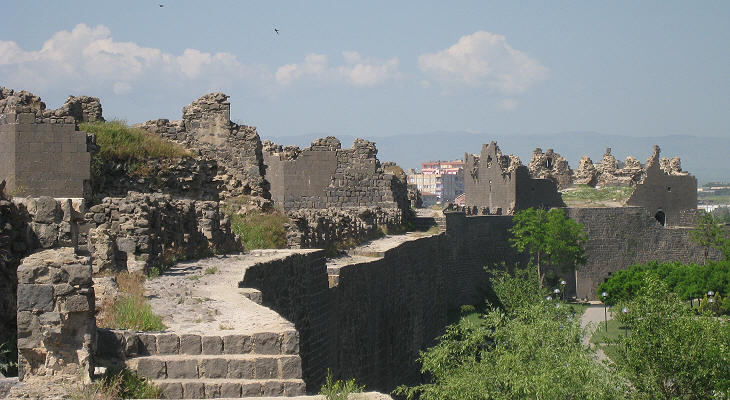
بقایای شهر قدیم آمد (پایتخت سلسله مروانیان)

او در مورد سیستم آب‌رسانی و فاضلاب در میافارقین می‌نویسد:
«و دو جوی آب بزرگ می‌گردد در همه خانه‌ها یکی ظاهر استعمال را و دیگر تحت‌الارض پنهان که ثقل می‌برد و چاه‌ها پاک می‌گرداند.»
ناصرخسرو از مسجد جامع شهر آمد با بیش از ۲۰۰ ستون می‌گوید:
«و مسجد جامع هم از این سنگ سیاه است چنان که از آن راست و محکم تر نتواند دید. و درمیان جامع دویست واند ستون سنگین برداشته‌اند هر ستونی یکپارچه سنگ و بر ستون‌ها طاق زده است همه از سنگ و بر سر طاق‌ها باز ستون‌ها زده است کوتاه تر از آن. و صفی دیگر طاق زده بر سر آن طاق‌های بزرگ. و همه بام‌های این مسجد به خر پشته پوشیده همه تجارت ونقارب و منقوش و مدهون کرده است. و اندر ساحت مسجد سنگی بزرگ نهاده است و حوضی سنگین مدور عظیم بزرگ بر سر آن نهاده است و ارتفاعش قامت مردی و دور دائره آن دو گز و نایژه ای برنجین از میان حوض برآمده که آبی صافی به فواره از آن بیرون می‌آید چنان که مدخل و مخرج آن آب پیدا نیست.»
ناصر خسرو در بخش‌های «آمد» و «ارزن، میافارقین، نصریه» در سفرنامه خود از بناهای عظیم، دروازه‌های بزرگ و بازارهای پررونق در قلمرو مروانیان می‌گوید و بارها تأکید می‌کند که در دیگر نقاط عالم چنین بناهایی را مشاهده ننموده است. او در قسمت آمد در سفرنامه‌اش چنین می‌نویسد:
«و من فراوان شهرها و قلعه‌ها دیدم در اطراف عالم در بلاد عرب و عجم و هند و ترک مثل شهر آمد هیچ جا ندیدم که بر روی زمین چنان باشد و نه نیز از کسی شنیدم که گفت چنان جای دیگر دیده‌ام.»

## زوال مروانیان و حملات سلجوقیان

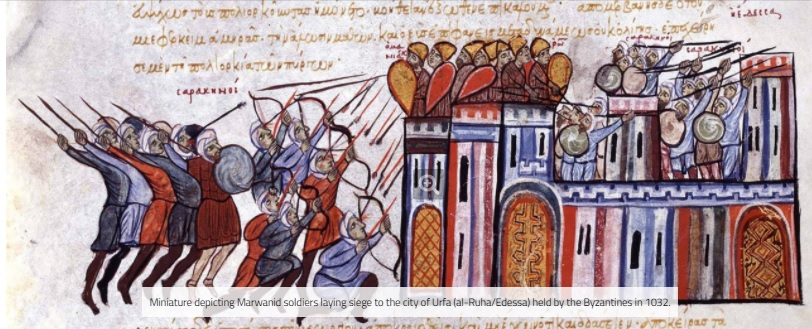
جنگ نیروهای نصرالدوله با غزهای سلجوقی

ابن مروان حمله قبایل بیابانگرد غز را به دیاربکر در ۴۳۳/۱۴۰۲–۱۴۰۱ را دفع کرد و طغرل سلجوقی خود تا ۴۴۸/۱۰۵۶ بدانجا پا نگذاشت و در آن سال ابن مروان اطاعت او را گردن نهاد و از این زمان به بعد مروانیان دیگر سلسله‌ای مستقل نبود. وقتی ابن‌مروان در۴۵۳/۱۰۶۱ درگذشت قلمروی او بین پسرانش نصر و سعید تقسیم شد، ولی دیگر قدرت مروانیان رو به زوال نهاده بود. با آنکه مروانیان آزاری به سلجوقیان نرسانده بودند، اما حرص و آز وزیر خلیفه، فخر الدوله بن جهیر (که قبلاً در خدمت ابن مروان بود) علیه آنها انگیخته شده بود. وی و پسرش عمید الدوله از ملکشاه اجازه گرفتند که با لشکر سلجوقیان بر قلمرو مروانیان بتازند و در ۴۷۸/۱۰۸۵ پس از نبردی شدید بر آن نواحی غلبه یافتند و آنها را ضمیمه مملکت سلجوقیان کردند. آخرین امیر مروانی، منصور، ده سالی دیگر، یعنی تا سال ۴۸۹/۱۰۹۶ در جزیره ابن عمر زنده بود ولی در تمام قرون بعد دیاربکر بیشتر تحت استیلای سلسله‌های ترکمان بود و از این رو، به تدریج مردم آن ترک‌مآب شدند.